# Hilsbach (Elsenz, Unterlauf)
Der Hilsbach ist ein etwa fünf Kilometer langer Bach am Südostabhang des Königsstuhls im nordwestlichen Baden-Württemberg, der an der Kriegsmühle von Neckargemünd im Rhein-Neckar-Kreis von links in die unterste Elsenz mündet. Am Oberlauf im Gebiet der Stadt Heidelberg wird er Forellenbach genannt.
Ein anderer Hilsbach fließt der Elsenz ebenfalls von links am Oberlauf in Eppingen zu.

## Name
Das Dorf Waldhilsbach wird in seinen ersten schriftlichen Nennungen Hulsbach (1312) bzw. 1350 Hilrsbach genannt. Der Bach wurde vermutlich nach einer Person namens Hil(l)ar benannt.

## Geographie

### Verlauf

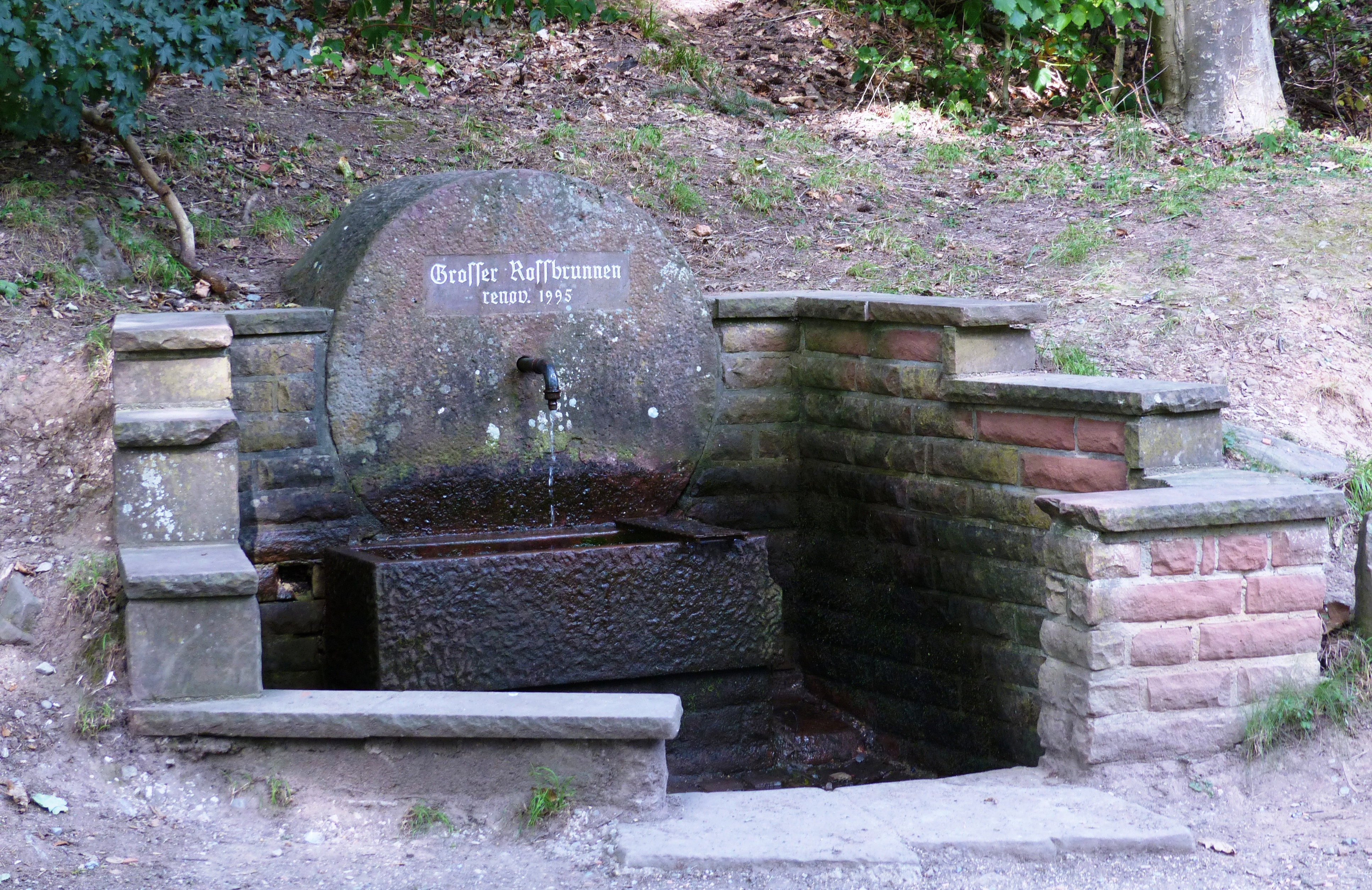
Der Große Roßbrunnen

Der Forellenbach entspringt auf etwa 430 m ü. NHN der Quelle Kleiner Roßbrunnen im Wald auf dem Königstuhl etwa 0,8 km nordöstlich der Klinik beim Heidelberger Kohlhof und etwa 0,3 km westlich der Kraussteinhütte. Am Hang läuft das Wasser gut hundert Meter lang bergab und speist dann zumindest zum Teil den angelegten Großen Roßbrunnen an einem abgehenden Waldweg wenige Meter von einem Serpentinenschlag der K 9710 vom Kohlhof nach Waldhilsbach. Unterhalb der Serpentine stehen eingezäunte Wasserfassungsanlagen. Das von dort an stark eingetiefte Bachtal läuft nun südostwärts, oft mit Blockschutt auf dem Grund und mit einigen starken Quellen nahe dem Bachbett.
Etwa einen halben Kilometer nach der Quelle fließt vor der Talquerung eines Waldweges mit stark schüttendem Brunnen am Wegrand auf etwa 333 m ü. NHN von Westen her der ca. 0,9 km lange Michelsbrunnengraben zu. Er entsteht auf etwa 430 m ü. NHN rund hundert Meter östlich des Gasthauses am Kohlhof. Seine oft trockene Bachrinne läuft zunächst in Schlingen durch eine flache Weide, bis sie in den Wald eintritt und vom Michelsbrunnen in einem kleinen Naturschutzgebiet am Hang mit viel Blockschutt Zufluss erfährt. Dieser Nebenbach trägt ein Teileinzugsgebiet von ca. 1,1 km² bei.
Nach etwas über der Hälfte seines Laufes verlässt der Bach den Wald und das Heidelberger Stadtgebiet und fließt durchs Neckargemünder Dorf Waldhilsbach. Ab dort heißt er nun Hilsbach. Im Ort läuft der Bach teilweise unterirdisch zunächst weiter in südöstlicher Richtung.
Fast am unteren Ortsende nimmt er dann auf etwa 190 m ü. NHN von rechts und Westnordwesten den Abfluss eines Grabens aus der Flur im Hammelsgrund auf, der in der Rodungsinsel um das Dorf liegt. Dieser ca. 1,1 km lange Zulauf hat ein Einzugsgebiet von ca. 0,5 km² und ist schon vor seinem Ortseintritt verdolt.
Nach dem Dorf wechselt der Hilsbach auf Ostlauf durch ein steiles Kerbtal wieder im Wald zwischen dem Bammentaler Bammertsberg im Süden (249,9 m ü. NHN) und dem 265,9 m ü. NHN hohen Ausläufer des Neckargemünder Neckarriedkopfes im Norden; er ist auf diesem Abschnitt Grenzbach zwischen den beiden Kommunen. Nach etwa einem Kilometer erreicht er unter der Elsenztalbahn und der B 45 hindurch gegenüber dem langgezogenen Holmut die schmale Flussaue an der Kriegsmühle von Neckargemünd, wo er auf etwa 119 m ü. NHN von links und zuletzt Westen in die unterste Elsenz mündet.
Am Ende seines 5,0 km langen, unter mittlerem Sohlgefälle von etwa 62 ‰ durchlaufenen Wegs mündet der Gewässerlauf aus Forellenbach und Hilsbach etwa 311 Höhenmeter unterhalb der Quelle des Kleinen Roßbrunnens.

### Einzugsgebiet
Der Hilsbach entwässert eine Fläche von 6,5 km² Größe am Südostanhang des kleinen Königstuhl-Massiv, das zum Naturraum des Sandstein-Odenwaldes gehört.
Der Lauf beginnt im Mittleren Buntsandstein und wechselt im Bereich des Dorfes Waldhilsbach in den Oberen Buntsandstein, dem hier meist Lösssediment aus quartärer äolischer Ablagerung im Windschatten des Königstuhles aufliegt. Am unteren Ortsende hat sich eine kleine Insel von Unterem Muschelkalk erhalten. In seiner Unterlaufschlucht tieft sich der Bach dann wieder bis in den Mittleren Buntsandstein ein, ehe er im schmalen Hochwassersedimentband der Elsenz mündet. Durch Waldhilsbach folgt der Talverlauf einer von Nordnordwest nach Südsüdost ziehenden tektonischen Störungslinie.
Höchster Punkt im Einzugsgebiet ist der 567,8 m ü. NHN erreichende Gipfel des Königsstuhls ganz im Nordwesten. Die höchsten Teile des Einzugsgebietes ausgenommen, wo es diesseits seiner Grenze keine dauerhaften Fließgewässer gibt wie auch auf der anderen Seite, deren Abfluss aber letztlich den Neckar unterhalb der Elsenz-Mündung erreicht, konkurrieren hinter der rechten und südöstlichen Wasserscheide der Weihwiesenbach mit seinem Oberlauf Krebsbach zur Elsenz in Bammental etwas oberhalb der Kriegsmühle und hinter der linken und nordöstlichen der Kümmelbach zum Neckar unmittelbar nach der Elsenz.
Auf drei Vierteln des Einzugsgebietes steht Wald. Offen ist nur die Rodungsinsel um Waldhilsbach und die deutlich kleinere um den Kohlhof. In beiden dominieren Obstwiesen und Weiden. Die Besiedlung am Lauf beschränkt sich auf Waldhilsbach und einen Zwickel an der Mündung mit wenigen Häusern der Neckargemünder Kriegsmühle am linken sowie einer an diese angebauten Häusergruppe Bammentals am rechten Ufer. Im Einzugsgebiet liegt daneben nur noch der Heidelberger Kohlhof.

## Natur und Umwelt
Das ganze Einzugsgebiet liegt im Naturpark Neckartal-Odenwald. Kurz nach seiner Quelle betritt der Forellenbach ein Biotop mit Buchen-Altholzbeständen. Sein Wasser wird in diesem Bereich noch als unbelastet und dann im Bereich der Kohlhof-Kläranlage als kritisch belastet eingestuft.
Östlich von Kohlhof liegt am Michelsbrunnen der kleine Naturpark Michelfeld mit Streuobst- und Magerwiesen. Er ist ein Teil des nicht zusammenhängenden Naturschutzgebietes Felsenmeer, Russenstein, Naturpark Michelsbrunnen.
In seinen Einzugsgebiet gedeihen auf dem  nassen und lehmigen Tonböden Schlankseggenriede.
Das Tal und das linke Einzugsgebiet bis hinunter zur Stadtgrenze zu Neckargemünd gehören zum Waldschutzgebiet Königstuhl.

### LUBW
Amtliche Online-Gewässerkarte mit passendem Ausschnitt und den hier benutzten Layern: Lauf und Einzugsgebiet des Hilsbachs

Allgemeiner Einstieg ohne Voreinstellungen und Layer: Daten- und Kartendienst der Landesanstalt für Umwelt Baden-Württemberg (LUBW) (Hinweise)
1. 1 2  Höhe nach dem Höhenlinienbild auf dem Hintergrundlayer Topographische Karte.
2. ↑  Länge nach dem Layer Gewässernetz (AWGN).
3. ↑  Einzugsgebiet nach dem Layer Basiseinzugsgebiet (AWGN).
4. 1 2  Länge abgemessen auf dem Hintergrundlayer Topographische Karte.
5. 1 2  Einzugsgebiet abgemessen auf dem Hintergrundlayer Topographische Karte.
6. 1 2  Höhe nach schwarzer Beschriftung auf dem Hintergrundlayer Topographische Karte.
7. ↑  Schutzgebiete nach den einschlägigen Layern.

### Andere Belege
1. ↑  Albrecht Greule: Deutsches Gewässernamenbuch. Walter de Gruyter, Berlin / Boston 2014, ISBN 978-3-11-057891-1, S. 223, „¹Hilsbach“ (Auszug in der Google-Buchsuche).
2. ↑  Gemäß Landesarchiv Baden-Württemberg könnte der Name auch auf einen vorgermanischen Gewässernamen zurückgehen, siehe die Seite Waldhilsbach – Altgemeinde~Teilort auf dem landesgeschichtlichen Webserver www.leo-bw.de.
3. ↑  Josef Schmithüsen: Geographische Landesaufnahme: Die naturräumlichen Einheiten auf Blatt 161 Karlsruhe. Bundesanstalt für Landeskunde, Bad Godesberg 1952. → Online-Karte (PDF; 5,1 MB)
4. ↑  Geologie grob nach: Mapserver des Landesamtes für Geologie, Rohstoffe und Bergbau (LGRB) (Hinweise)
5. ↑  Landschaftsplan für das Verbandsgebiet des Nachbarschaftsverbands Heidelberg-Mannheim, August 1999 (PDF,3,65 MB).